# Зозуля, Максим Митрофанович
Максим Митрофанович Зозуля (28 апреля 1905, Песчанка, Екатеринославская губерния — 3 октября 1943, Репкинский район, Черниговская область) — Гвардии старший сержант Рабоче-крестьянской Красной армии, участник Великой Отечественной войны, Герой Советского Союза (1944).

## Биография
Родился 28 апреля 1905 года в селе Песчанка (ныне — Новомосковский район Днепропетровской области Украины).
После окончания семи классов школы работал мастером на металлургическом заводе в Алапаевске.
В январе 1943 года Зозуля был призван на службу в Рабоче-крестьянскую Красную армию. С августа того же года — на фронтах Великой Отечественной войны. Принимал участие в боях на Брянском и Центральном фронтах. К сентябрю 1943 года старший сержант Максим Зозуля был помощником командира взвода 237-го гвардейского стрелкового полка 76-й гвардейской стрелковой дивизии 61-й армии Центрального фронта. Отличился во время битвы за Днепр.
В ночь с 27 на 28 сентября 1943 года Зозуля одним из первых в своём подразделении переправился через Днепр в районе села Мысы Репкинского района Черниговской области Украинской ССР. Заменив собой выбывшего из строя командира взвода, он ворвался в немецкие траншеи и захватил 3 пулемёта. 3 октября 1943 года Зозуля погиб в бою. Похоронен в братской могиле в Мысах.
Указом Президиума Верховного Совета СССР «О присвоении звания Героя Советского Союза генералам, офицерскому, сержантскому и рядовому составу Красной Армии» от 15 января 1944 года за «образцовое выполнение боевых заданий командования по форсированию реки Днепр и проявленные при этом мужество и героизм» старший сержант Максим Зозуля посмертно был удостоен высокого звания Героя Советского Союза. Также посмертно был награждён орденом Ленина.